# Guadalupe Worbis
Teresa Guadalupe Worbis Aguilar (Mérida, Yucatán, 12 de diciembre de 1983), conocido deportivamente como Lupita Worbis, es una arquitecta y exfutbolista mexicana. Jugó las Eliminatorias para la Copa Mundial Femenina de Fútbol de 2007 y en el Torneo Preolímpico Femenino de la CONCACAF 2008, anotando 2 goles, aunque no clasificó. Actualmente juega como delantera para el Club Puebla.

## Biografía
Guadalupe Worbis estudió y se graduó como arquitecta en el Instituto Tecnológico y de Estudios Superiores de Monterrey campus Puebla.

## Participaciones en Copas del Mundo
| Mundial                                 | Sede     | Resultado | Partidos | Goles |
| --------------------------------------- | -------- | --------- | -------- | ----- |
| Copa Mundial Femenina de Fútbol de 2011 | Alemania | ?         | ?        | ?     |

## Participaciones en Copas del Mundo Sub-20
| Mundial                                        | Sede   | Resultado    | Partidos | Goles |
| ---------------------------------------------- | ------ | ------------ | -------- | ----- |
| Copa Mundial Femenina de Fútbol Sub-19 de 2002 | Canadá | Primera Fase | 3        | 3     |

## Participaciones en Juegos Olímpicos
| Mundial                            | Sede   | Resultado        | Partidos | Goles |
| ---------------------------------- | ------ | ---------------- | -------- | ----- |
| Torneo olímpico femenino de fútbol | Grecia | Cuartos de final | 2        | 0     |

## Participaciones en Copa de Oro
| Copa                | Sede           | Resultado    | Partidos | Goles |
| ------------------- | -------------- | ------------ | -------- | ----- |
| Copa de Oro de 2002 | Estados Unidos | Tercer lugar | 5        | 0     |
| Copa de Oro de 2006 | Estados Unidos | Tercer lugar | 3        | 0     |